# Герода (Нижняя Франкония)
Герода (нем. Geroda) — ярмарочная община в Германии, в земле Бавария.
Подчиняется административному округу Нижняя Франкония. Входит в состав района Бад-Киссинген. Подчиняется управлению Бад Брюккенау. Население составляет 927 человек (на 31 декабря 2010 года). Занимает площадь 16,79 км².
Ярмарочная община подразделяется на 2 сельских округа.

## Население
По оценке на 31 декабря 2015 года население общины Герода составляет 835 чел. 

| Дата      | 1840 | 1871 | 1900 | 1925 | 1939 | 1950 | 1961 | 1970 | 1987 | 2011 |
| --------- | ---- | ---- | ---- | ---- | ---- | ---- | ---- | ---- | ---- | ---- |
| Население | 1159 | 1083 | 1089 | 1074 | 945  | 1199 | 957  | 990  | 944  | 929  |

| Год       | 1960 | 1970 | 1980 | 1990 | 2000 | 2009 | 2010 | 2011 | 2012 | 2013 | 2014 | 2015 |
| --------- | ---- | ---- | ---- | ---- | ---- | ---- | ---- | ---- | ---- | ---- | ---- | ---- |
| Население | 974  | 992  | 997  | 988  | 993  | 938  | 927  | 914  | 901  | 883  | 870  | 835  |